# 见延和靖
见延和靖（日语：／ Minobe Kazuyasu，1987年7月15日—），日本男子击剑运动员。他曾获得2020年夏季奥林匹克运动会击剑男子团体重剑比赛金牌，这是日本在奥运击剑项目上的首枚金牌。